# Neufeld an der Leitha
Neufeld an der Leitha is een gemeente in de Oostenrijkse deelstaat Burgenland, gelegen in het district Eisenstadt-Umgebung (EU). De gemeente heeft ongeveer 2900 inwoners.

## Geografie
Neufeld an der Leitha heeft een oppervlakte van 4,2 km². Het ligt in het uiterste oosten van het land.

## Geboren
- Fred Sinowatz (1929-2008), ambtenaar en politicus (bondskanselier van 1983 tot 1986)

Breitenbrunn am Neusiedler See · Donnerskirchen · Großhöflein · Hornstein · Klingenbach · Leithaprodersdorf · Loretto · Mörbisch am See · Müllendorf · Neufeld an der Leitha · Oggau am Neusiedler See · Oslip · Purbach am Neusiedler See · Sankt Margarethen im Burgenland · Schützen am Gebirge · Siegendorf · Steinbrunn · Stotzing · Trausdorf an der Wulka · Wimpassing an der Leitha · Wulkaprodersdorf · Zagersdorf · Zillingtal
- Gemeinsame Normdatei: 4509372-6
- Library of Congress Control Number: nb2010001356
- Nationale Bibliotheek van Israël: 987011252612905171
- Virtual International Authority File: 235664024
- WorldCat: E39PBJvhjh7H8dJdRTgGV94rMP